# 50-я армия (Япония)
50-я армия (яп. 第50軍) — формирование (армия) японской Императорской армии, действовавшее во время Второй мировой войны.
Сформирована 19 июня 1945 года под командованием генерал-лейтенанта Тосимото Хосино, подчинялась 11-му фронту. Основной задачей было противодействие вторжению Союзников в районе северной части острова Хонсю (регион Тохоку) в рамках планировавшейся ими операции «Даунфол».
Армия дислоцировалась в префектуре Аомори. Большая часть её солдат состояла из плохо обученных резервистов, недавно призванной молодёжи и ополчения.
После капитуляции Японии 15 августа 1945 года, армия была расформирована, так и не поучаствовав в боевых действиях.

## Состав
- управление (штаб)
- 157-я пехотная дивизия
- 308-я пехотная дивизия
- 95-я отдельная смешанная бригада
- части армейского подчинения